# ایان جیمز (راننده مسابقه)
ایان جیمز (انگلیسی: Ian James؛ زادهٔ ۲۲ ژوئیهٔ ۱۹۷۴) راننده خودروی مسابقه‌ای اهل بریتانیا است. جیمز ۱۱ برد در سری مسابقات قهرمانی خودروهای ورزشی ایمسا دارد و همچنین مدیر تیم هارت آف ریسینگ در این مسابقات نیز است.
جیمز در سال ۲۰۰۴ به برد در کلاس ال‌ام‌پی۲ در مسابقه ۱۲ ساعته سیبرینگ رسید و در سال ۲۰۰۴ در همین کلاس مسابقات مسابقات خودروهای ورزشی رولکس به قهرمانی رسید.

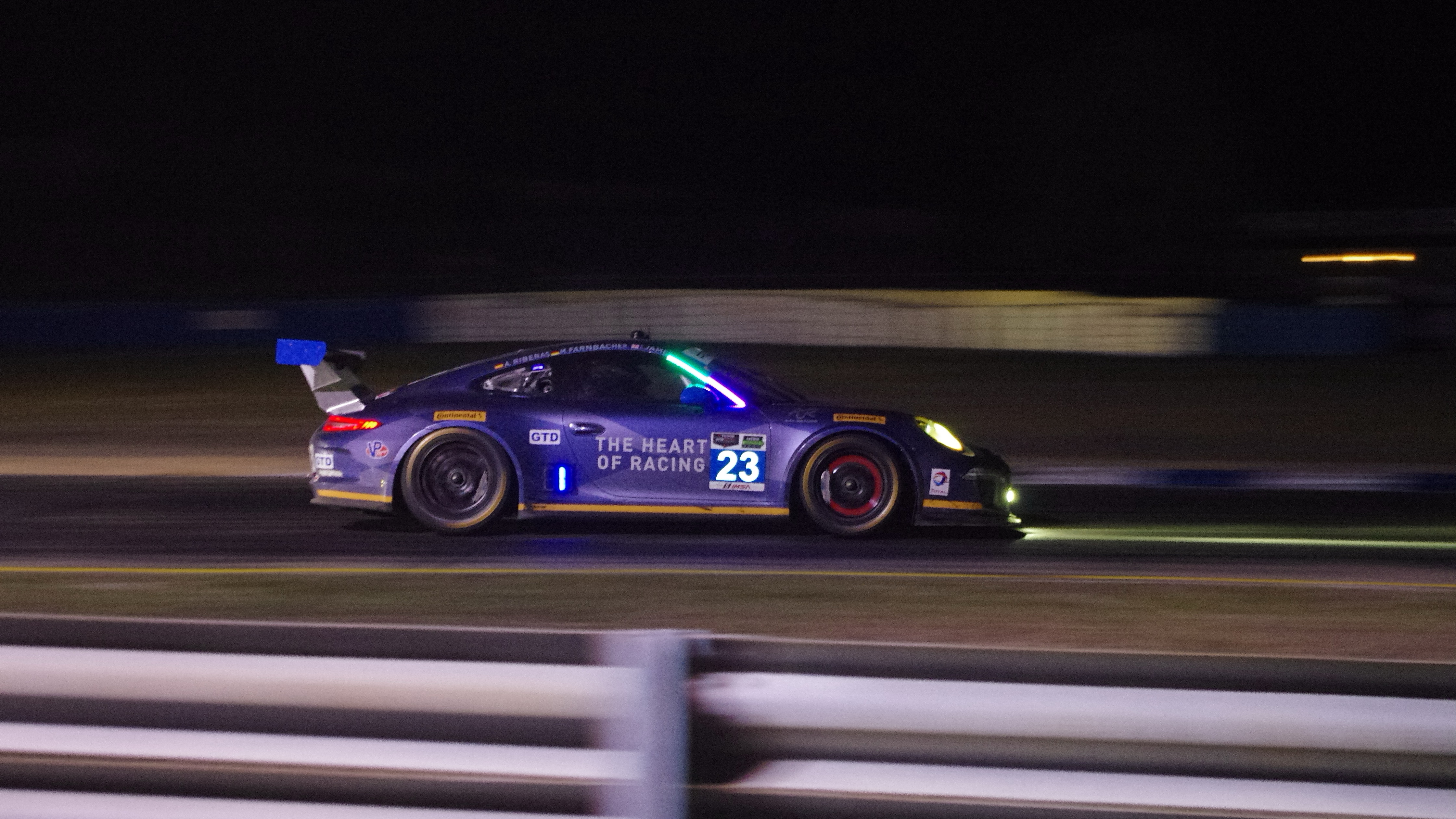
جیمز در مسابقه سیبرینگ ۱۲ ساعته ۲۰۱۴